# TT177
| i | mn · n · Aa13 | i | p · t · pr |

| i | mn · n · Aa13 | i | p · t · pr |

TT177 (Theban Tomb 177) è la sigla che identifica una delle Tombe dei Nobili ubicate nell’area della cosiddetta Necropoli Tebana, sulla sponda occidentale del Nilo dinanzi alla città di Luxor, in Egitto. Destinata a sepolture di nobili e funzionari connessi alle case regnanti, specie del Nuovo Regno, l'area venne sfruttata, come necropoli, fin dall'Antico Regno e, successivamente, sino al periodo Saitico (con la XXVI dinastia) e Tolemaico.

## Titolare
TT177 era la tomba di:
| Titolare   | Titolo                                                                   | Necropoli | Dinastia/Periodo           | Note                                                         |
| ---------- | ------------------------------------------------------------------------ | --------- | -------------------------- | ------------------------------------------------------------ |
| Amenemopet | Prete lettore;Scriba della verità nel Ramesseum nei possedimenti di Amon | El-Khokha | XIX dinastia (Ramses II ?) | accesso alla TT176; circa 80 m a ovest della casa dell'Omdeh |

## Biografia
Unica notizia biografica ricavabile il nome del padre, Nebkhed, Scriba del divino sigillo nei possedimenti di Amon.

## La tomba
TT177, cui si accede da un piccolo cortile, è costituita da un corridoio che immette in una sala trasversale; la parete nord venne sfondata, danneggiando irrimediabilmente i dipinti parietali, nel XIX secolo dalla popolazione locale per adibire TT177 e l'adiacente TT176 ad abitazione o stalla. Il Service des Antiquités, considerando il danno ormai già fatto, non ritenne necessario proseguire nella ricerca e scavo dell'ingresso originario di TT176 facendo della TT177, di fatto, una sorta di anticamera della prima. Dato il posizionamento al fondo di un pozzo i dipinti sono pesantemente danneggiati, specie in seguito alle violente piogge che si abbattono sull'area, talché, mentre le pareti sono danneggiate dalle inondazioni, i soffitti sono meglio conservati.
Alla TT177 , la cui decorazione non venne ultimata, (e conseguentemente alla TT176) si accede per il tramite di un corridoio sulle cui pareti (1/rosso in planimetria) sono rappresentati il defunto e la moglie in adorazione; segue una sala trasversale in cui sono rappresentati (2) la dea Maat alata, (3) il defunto e la moglie in adorazione della dea Mertseger e (4) l'abbozzo di un uomo, probabilmente ad un banchetto. Un breve corridoio, sulle cui pareti (5) sono rappresentati Osiride e altre divinità, immette in una camera quadrata. Sul soffitto i titoli del defunto e del padre. Benché danneggiata, la parete in cui si apre l'accesso alla TT176 recava una doppia scena del defunto dinanzi a Osiride e a un'altra divinità.

### Annotazioni
1. ↑  La numerazione dei locali e delle pareti (in rosso) segue quella di Porter e Moss 1927, p. 282.
2. ↑  La prima numerazione delle tombe, dalla numero 1 alla 253, risale al 1913 con l’edizione del "Topographical Catalogue of the Private Tombs of Thebes" di Alan Gardiner e Arthur Weigall. Le tombe erano numerate in ordine di scoperta e non geografico; ugualmente in ordine cronologico di scoperta sono le tombe dalla 253 in poi.
3. ↑  I campi della Duat, ovvero l'aldilà egizio, si trovavano, secondo le credenze, proprio sulla riva occidentale del grande fiume.
4. ↑  Nella sua epoca di utilizzo, l'area era nota come "Quella di fronte al suo Signore" (con riferimento alla riva orientale, dove si trovavano le strutture dei Palazzi di residenza dei re e i templi dei principali dei) o, più semplicemente, "Occidente di Tebe".
5. ↑  le Tombe dei Nobili, benché raggruppate in un'unica area, sono di fatto distribuite su più necropoli distinte.
6. ↑  Le note, sovente di inquadramento topografico della tomba, sono tratte dal "Topographical Catalogue" di Gardiner e Weigall, ed. 1913 e fanno perciò riferimento alla situazione dell'epoca.
7. ↑  Era compito dei preti "lettori" l'organizzazione delle cerimonie e la recitazione ad alta voce, durante le cerimonie sacre, degli inni previsti. Proprio per tale conoscenza delle invocazioni giuste e corrette, i "lettori" venivano considerati detentori di poteri magici.
8. ↑  Con il termine omdeh si indica, in Egitto, il capo-villaggio.
9. ↑  In planimetria i riferimenti alle due tombe sono differenziati in diverso colore, rosso per la TT177 e nero per la TT176.
10. ↑  Fino a tempi molto recenti, alcune delle tombe vennero adibite ad abitazioni o a pertinenze di abitazioni, come stalle, cantine, depositi e magazzini. Tale impiego, protrattosi per millenni, come è intuibile, ha ulteriormente favorito il danneggiamento di già precarie rappresentazioni parietali o, in taluni casi, ha addirittura causato la perdita o la demolizione di pareti o colonne, o pilastri.

### Fonti
1. 1 2  Porter e Moss 1927,  p. 283.
2. ↑  Gardiner e Weigall 1913.
3. ↑  Donadoni 1999,  p. 115.
4. 1 2  Porter e Moss 1927, p. 283.
5. ↑  Gardiner e Weigall 1913, p. 32.
6. ↑  Gardiner e Weigall 1913, pp. 32-33.
7. ↑  Gardiner e Weigall 1913, p. 33.
8. ↑  Calcoen 2014, pp. 66-70.
9. ↑  Calcoen 2012, pp. 66-70.
10. ↑  Porter e Moss 1927, pp. 281-283.
11. ↑  Calcoen 20144.